# Barika
Barika là một thị trấn thuộc tỉnh Batna, Algérie. Dân số thời điểm năm 2002 là 85.67 người.